# Саами
Саамите са коренно население на северната част на Скандинавския полуостров, известна още като Лапландия. Те наброяват от 75 до 100 хиляди души. Областта Саапми, обитавана от тази общност, включва територии на Норвегия, Швеция, Финландия и Русия. Традиционно саамите се прехранват с лов, риболов и животновъдство, и по-специално отглеждане на северни елени.
Описани са 10 различни езика саами, разделени на западни и източни групи. Саамските езици спадат към угрофинската езикова група на уралското семейство. Повечето от днешните саами говорят северносаамски език.
Векове наред езиците саами са били подложени на асимилация от страна на доминиращите групи в северните общества. Ситуацията е променена и саамите имат все повече езикови права, включително и да изучават майчиния си език в училище, да го използват пред местните власти в някои общини, както и да го използват в регионални медии. Например езиците саами имат официален статут в четири финландски общини – Енонтекьо, Соданкюля, Утсьоки и Инари, като в последната и трите местни варианта на саами – северни саамскии, инари-саамски и сколт-саамски – са официални за администрацията на общината.